# دانيال روبرتسون
دانيال روبرتسون (بالإنجليزية: Dan Robertson)‏ هو لاعب كرة قاعدة أمريكي، ولد في 30 سبتمبر 1985 في فونتانا في الولايات المتحدة.

## وصلات خارجية
- دانيال روبرتسون على موقع دوري كرة القاعدة الرئيسي (الإنجليزية)
- دانيال روبرتسون على موقعبيزبول رفرنس.كوم (الدوري الرئيسي) (الإنجليزية)
- دانيال روبرتسون على موقعبيزبول رفرنس.كوم (الدوري الثانوي) (الإنجليزية)
- دانيال روبرتسون على موقع إي إس بي إن.كوم (أم.أل.بي) (الإنجليزية)
- دانيال روبرتسون على موقع مشجعي الرسوم البيانية (الإنجليزية)